# Мароко на Песми Евровизије
Мароко је први и једини пут учествовао на Песми Евровизије 1980. године када је Самира Бенсаид извела песму Битакат хоб на арапском језику. Самира је освојила само 7 бодова (и то од Италије) и завршила наступ на претпоследњем 18. месту. Од тада се сваке године спекулише о евентуалном повратку ове афричке земље на такмичење за најбољу песму Евровизије.

## Представници
| Год.      | Извођач          | Песма | Финале | Бод. |
| --------- | ---------------- | ----- | ------ | ---- |
| 1980      | Самира Бенсаид   |       | 18.    | 7    |
| 1981–2025 | Нису учествовали |       |        |      |

## Марокански гласови
| №  | Држава     | Дати бодови | Примљени бодови |
| -- | ---------- | ----------- | --------------- |
| 1  | Италија    | 0           | 7               |
| 2  | Француска  | 1           | 0               |
| 3  | Данска     | 2           | 0               |
| 4  | Аустрија   | 3           | 0               |
| 5  | Норвешка   | 4           | 0               |
| 6  | Шпанија    | 5           | 0               |
| 7  | Шведска    | 6           | 0               |
| 8  | Швајцарска | 7           | 0               |
| 9  | УК         | 8           | 0               |
| 10 | Немачка    | 10          | 0               |
| 11 | Турска     | 12          | 0               |